# Versus (album des Kings of Convenience)
Pour les articles homonymes, voir Versus.
Albums de Kings of Convenience
Quiet Is the New Loud
(2001) Riot on an Empty Street
(2004)
Versus est un album de remixes du duo norvégien d'indie pop Kings of Convenience, sorti en 2001.
Produit par le DJ britannique Four Tet, il se compose de versions remixées de chansons de leur premier album, Quiet Is the New Loud, sorti plus tôt la même année.

## Fiche technique

### Titres
Toutes les chansons sont écrites et composées par Eirik Glambek Bøe et Erlend Øye.
| No  | Titre                                 | Avec                                     | Durée |
| --- | ------------------------------------- | ---------------------------------------- | ----- |
| 1.  | I Don't Know What I Can Save You From | remixé par Röyksopp                      | 4:13  |
| 2.  | The Weight of My Words                | remixé par Four Tet                      | 4:43  |
| 3.  | The Girl from Back Then               | remixé par Riton                         | 3:28  |
| 4.  | Gold for the Price of Silver          | collaboration avec Erot                  | 3:04  |
| 5.  | Winning a Battle, Losing the War      | remixé par Andy Votel                    | 3:33  |
| 6.  | Leaning Against the Wall              | remixé par Evil Tordivel                 | 4:07  |
| 7.  | Toxic Girl                            | arrangement de cordes par David Whitaker | 2:29  |
| 8.  | Failure                               | remixé par Alfie (en)                    | 3:18  |
| 9.  | Little Kids                           | remixé par Ladytron                      | 3:46  |
| 10. | Failure                               | arrangement par Kings of Convenience     | 4:33  |
| 11. | Leaning Against the Wall              | remixé par Bamboo Soul                   | 3:13  |
| 12. | The Weight of My Words                | remixé par Four Tet (instrumental)       | 5:30  |

### Classements et certifications
| Classement         | Meilleure position |
| ------------------ | ------------------ |
| Norvège (VG-lista) | 30                 |